# Christopher Young
Christopher Young, född den 28 april 1958 i Red Bank, New Jersey, är en amerikansk filmmusikkompositör.

## Filmografi (i urval)
- 1988 – Hellraiser 2: Hellbound
- 1993 – The Dark Half
- 1998 – Rounders - Sista spelet
- 1998 – Urban Legend
- 1999 – Entrapment
- 1999 – The Hurricane
- 2001 – Bandits
- 2001 – Swordfish
- 2003 – The Core
- 2004 – The Grudge
- 2005 – Beauty Shop
- 2005 – Besatt
- 2006 – The Grudge 2 - Förbannelsen fortsätter
- 2007 – Ghost Rider
- 2007 – Spider-Man 3
- 2007 – Lucky You
- 2009 – Drag Me to Hell
- 2009 – Love Happens
- 2019 – Jurtjyrkogården
- 2020 – The Empty Man